# Øvrebø og Hægelands kommun
Øvrebø og Hægelands kommun (norska: Øvrebø og Hægeland kommune) var en kommun i Vest-Agder fylke i södra Norge. Kommunen omfattade den västra delen av nuvarande Vennesla kommun (Øvrebø och Hægelands socknar) samt ett mindre område i den nordvästra delen av nuvarande Kristiansands kommun. Byn Øvrebø utgjorde kommunens centralort.

## Administrativ historik
Øvrebø og Hægelands kommun upprättades 1865 när den dåvarande kommunen Øvrebø delades i två och de båda kommunerna Øvrebø og Hægeland respektive Vennesla bildades. Kommunen hade 1 829 invånare vid upprättandet.
Den 1 juli 1896 delades kommunen i två och de båda kommunerna Øvrebø respektive Hægeland bildades. Den gamla kommunen hade vid delningen totalt 1 731 invånare.